# Helen Ward (Fußballspielerin)
Helen Jane Ward (* 26. April 1986 in Brent, London als Helen Jane Lander) ist eine britische ehemalige Fußballspielerin und Rekordtorschützin der walisischen Frauen-Nationalmannschaft.

## Werdegang
Helen begann ihre Karriere im Alter von neun Jahren bei Watford LFC. Sie wechselte im Januar 2009 zu Arsenal LFC, wo sie bei ihrem Debüt gegen Colchester United LFC ein Tor schoss und somit den FA Women’s Cup gewann. Im September 2010 wechselte Lander zu Chelsea LFC.

## Nationalmannschaft
Sie repräsentierte Englands U-23-Auswahl. Da jedoch der Vater ihrer Mutter ein Waliser ist, entschied sie sich für die walisische Nationalmannschaft anzutreten. Ihr Debüt gab sie 2008 im Spiel gegen Luxemburg. Im August 2010 erzielte Lander sechs Tore beim 15:0 gegen Aserbaidschan.
Am 8. April 2022 wurde sie bei der 1:2-Niederlage gegen Frankreich zu ihrem 100. Länderspiel eingewechselt.
Im März 2023 gab sie ihr Karriereende bekannt. Ihr Rekord von 44 Länderspieltoren für Wales wurde erst am 16. Juli 2024 von Jessica Fishlock mit deren 45. Länderspieltor überboten.

## Auszeichnungen
- 2023: Aufnahme in die Welsh Sports Hall of Fame.[6]